# 2-Аминофенол
2-Ами́нофено́л (ортоаминофенол, 2-амино-1-оксибензол) — ароматическое органическое соединение, представитель одноатомных фенолов, в молекуле которого один из атомов водорода, находящийся в орто- положении, замещен на аминогруппу. Имеет химическую формулу C6H7NO. Как и его изомер 4-аминофенол, обладает проявляющими свойствами, но в отличие от 4-аминофенола, не получил широкого распространения. Использовался в составе некоторых мелкозернистых проявителей.
Торговое название — урзол жёлтый (применяется только для вещества технической чистоты, используемого в качестве красителя).

## Физические и химические свойства
Белые кристаллы, превращающиеся на воздухе в коричневые. Температура плавления — 174 °С, температура кипения — 214 °С, возгоняется при 153 °С (11 мм рт. ст.), температура воспламенения — 390 °С. Растворим в воде (1,7 г при 0 °С), спирте, эфире, хлороформе. Молярная масса — 109,14 г/моль.
Проявляет амфотерность — образует соли при взаимодействии с кислотами и щелочами.
Сульфируется труднее фенола, при этом образуется 3-амино-4-гидроксибензолсульфокислота. В кислой среде азотистая кислота окисляет 2-аминофенол до хинона. Если необходимо провести диазотирование, то его производят не с основанием, а с гидрохлоридом 2-аминофенола без избытка кислоты и в присутствии эквивалентного количества хлористого цинка или небольшого количества солей меди, например, медного купороса.
Реагирует с 2-дигидроксисоединениями, образуя замещённые феноксазина, с фосгеном даёт бензоксазолон. Легко замыкает цикл, при ацилировании ангидридами кислот превращается в производные бензоксазола. Например, с уксусным ангидридом даёт 2-метилбензоксазол, применяющийся для синтеза метиновых красителей:
 {\displaystyle +(CH_{3}CO)_{2}O\longrightarrow } 

## Получение
Получают из 2-нитрохлорбензола, омыляя его раствором щёлочи, затем восстанавливают нитрогруппу сульфидом натрия или водородом на никель-хромовом катализаторе.

## Применение
Используется в составе красителя для меха, обычно вместе с 4-аминофенолом. N-метилпроизводное используется как компонент краски для волос при окрашивании в коричневый цвет.
Обладает проявляющими свойствами, использовался в фотографии как проявитель.
Применяют для синтеза:
- сернистых и протравных красителей;
- лекарственных средств;
- фотографических проявителей, например оксиэтилортоаминофенола;
- других органических соединений: 8-оксихинолина, 2-аминофенол-4-сульфокислоты, 2-ацетиламинофенола, 6-нитро-2-аминофенол-4-сульфокислоты, 2-оксибензоксазола.

## Безопасность
Вызывает дерматиты.